# Flusso di ghiaccio Mercer
Il flusso di ghiaccio Mercer, precedentemente conosciuto come flusso di ghiaccio A, è un flusso di ghiaccio dell'Antartide che si origina, in particolare, nell'entroterra della Terra di Marie Byrd. Situato a nord del flusso di ghiaccio Horlick e a sud del flusso di ghiaccio Whillans, il Mercer è uno dei più grandi flussi della Terra di Marie Byrd, dal cui entroterra fluisce verso ovest fino ad andare ad alimentare la barriera di Ross, in corrispondenza della costa di Gould, nella parte orientale del territorio della Dipendenza di Ross.

## Storia
Originariamente chiamato "flusso A" dal personale del Programma Antartico degli Stati Uniti d'America (USAR) che, in una serie di rilevazioni sul campo effettuate dal 1983 al 1984, individuarono e cartografarono diversi flussi glaciali fino ad allora non rilevati, battezzandoli in ordine alfabetico (Flusso A, B, C, ecc...) a seconda della loro posizione da sud a nord lungo la costa orientale della barriera di Ross, il flusso di ghiaccio Mercer è stato così battezzato dal comitato consultivo dei nomi antartici nel 2002 in onore di John H. Mercer, un geologo del Byrd Polar Research Center, centro di ricerca facente parte dell'Università statale dell'Ohio, che cartografò le morene ai bordi del ghiacciaio Reedy e nella dorsale Ohio, sita nei pressi del flusso glaciale Horlick, uno maggiori triburari del Mercer.